# Achille a Sciro (affresco)
Achille a Sciro è un affresco rinvenuto nella casa dei Dioscuri a Pompei e custodito all'interno del Museo archeologico nazionale di Napoli.

## Storia e descrizione
L'affresco venne realizzato tra il 62 e il 79, quindi nelle date comprese tra il terremoto e l'eruzione del Vesuvio, durante i lavori di ristrutturazione della casa dei Dioscuri; l'opera era posta, prima del suo distacco durante le esplorazioni borboniche, al centro della parete meridionale del tablinio ed era completata da due quadretti speculari con lo stesso tema ossia Coppia in volo, mentre sulla parete nord era l'affresco di Achille.
L'opera raffigura la scena di Achille a Sciro. In primo piano è Achille, chiaro di pelle, con capelli ricci e con ancora addosso una tunica femminile, calzari dorati e nella mano destra un pugnale d'argento: il suo sguardo è smarrito e sorpreso e guarda Diomede, posto alla sua destra, scuro di carnagione, che lo tiene per il braccio destro e la spalla sinistra. Il braccio destro di Achille viene tenuto anche da Ulisse, posto a sinistra dell'affresco, che lo guarda in modo sorpreso; nella mano sinistra di Achille è una lancia mentre ai suoi piedi uno scudo, al cui centro è raffigurata la scena dell'eroe educato da Chirone. Sparsi per terra sono una oinochoe, un elmo con pennacchio, una coppa d'oro, un portagioie e uno specchio. Alle spalle della scena principale si riconoscono sulla destra Deidamia con la mano dietro la testa, che scappa spaventata, e sulla sinistra è Licomede che assiste inerme. Più indietro sono un soldato con elmo e scudo e il guerriero che ha dato l'allarme. Questo tipo di rappresentazione è rara a Pompei e la si ritrova solo in un cubicolo della casa di Achille.